# Chŏngju
Chŏngju (kor. 정주) – miasto w zachodniej Korei Północnej, w prowincji P’yŏngan Północny, nad Morzem Żółtym. Około 190 tys. mieszkańców.